# Abdelhak Nouri
Abdelhak Nouri (Amsterdã, 2 de abril de 1997) é um ex-futebolista neerlandês que atuava como meio-campista. Teve que se aposentar cedo por causa de um ataque cardíaco sofrido em um jogo amigável contra o Werder Bremen. Passados três anos, acordou de um coma profundo. 

## Carreira
Começou nas categorias de base do Ajax em 2005. Permaneceu durante uma década nos juvenis dos Godenzonen, sendo promovido ao time reserva em 2015. Sua estreia pelo Jong Ajax foi em março, quando a equipe enfrentou o VVV Venlo na segunda divisão. Entrou no lugar de Danny Bakker aos 33 minutos do segundo tempo, não evitando a derrota por 1 a 0.
Em 2016, fez sua estreia no time principal, no jogo contra o Willem II, pela Copa dos Países Baixos, inclusive marcando um gol. Em 2 anos como profissional, Nouri disputou 12 jogos pela equipe adulta do Ajax (9 pelo Campeonato Neerlandês) e 45 pelo time reserva, pelo qual marcou 9 gols. O gol marcado contra o Willem II foi seu único pela equipe principal dos Godenzonen.

## Desmaio em campo
Em 8 de julho de 2017, Ajax e Werder Bremen jogavam um amistoso de pré-temporada quando Nouri caiu no gramado. Um companheiro de clube apontou ao árbitro, que interrompeu a partida para que o atleta fosse atendido. Uma ambulância entrou em campo e a equipe médica estabilizou a situação de Nouri, que foi levado ao hospital de helicóptero. Em sua conta no Twitter, o Ajax informou que o meio-campista encontrava-se com pulso cardíaco, enquanto aguardava o atendimento.

## Lesão cerebral e aposentadoria forçada
5 dias depois, o clube confirmou que Nouri sofreu danos cerebrais permanentes. Anteriormente, havia sido informado de que o jogador estava fora de perigo e sem problemas cardíacos. Abderrahim Nouri, irmão do jogador, disse que se Abdelhak deixasse o coma, ficaria impedido de andar, comer e até mesmo reconhecer outras pessoas.
Após 18 dias internado, onde chegou a estar em coma induzido e respirando por aparelhos, Nouri deixou a UTI, porém seu estado de saúde permaneceu inalterado

## Recuperação
No dia 26 de Março de 2020, 2 anos e nove meses após o incidente, Nouri saiu do estado de coma e reconheceu alguns familiares, segundo o que seu irmão reportou.
"- Ele não está em coma mais. Ele dorme, come, franze a testa e arrota de vez em quando, mas ainda é extremamente dependente de nós. Mas devo dizer que desde que voltou para casa ele está indo bem melhor do que no hospital" - afirmou Abderrahim 